# Surré
Surré (lb. Sir, niem. Syr) – wieś (Uertschaft) w północno-zachodnim Luksemburgu, w kantonie Wiltz, w gminie Boulaide. Do 3 października 2015 miejscowość leżała w dystrykcie Diekirch. Liczy 271 mieszkańców (31 grudnia 2022).